# Ossi Oikarinen
Ossi Oikarinen (ur. 3 maja 1970) – fiński dyrektor techniczny w Team Rosberg w Deutsche Tourenwagen Masters.

## Życiorys
Ossi Oikarinen w 1995 roku ukończył szkołę techniczną Wather Ahlströmin w profilu elektrycznej inżynierii automatycznej. Pracował w Niemczech w firmach produkcyjnych. W kolejnym roku przeniósł się do Anglii w Wielkiej Brytanii, aby pracować w firmie produkującej m.in. amortyzatory. Pracował w Formule 3 i zespołach Rajdowych Mistrzostw Świata. Od grudnia 1997 roku był inżynierem i współpracował z Pedro de la Rosą w Arrowsie w Formule 1. Od 2000 roku pracował w Toyocie, był inżynierem wyścigowym Jarno Trulli’ego. W 2007 roku rozpoczął pracę w BMW Sauber jako główny inżynier. Od 2009 roku był starszym inżynierem Scuderia Ferrari. W 2012 roku zastępując Andreasa Roosa rozpoczął pracę na stanowisku dyrektora technicznego w Team Rosberg w Deutsche Tourenwagen Masters.